# Муніципалітет
Муніципаліте́т (англ. municipality, фр. municipalité) — термін, який залежно від контексту може означати:
- окрему адміністративну-територіальну одиницю, що має самоврядний статус і наділяється повноваженнями на своїй території відповідно до національного або регіонального законодавства;
- орган управління такої одиниці.

Термін походить від назви давньоримського суспільного договору муніципій (лат. municipium, від munia — «обов'язки» і capio — «приймаю»), що позначав спільноти, які постачали Рим військами в обмін на власне включення до складу Римської держави (що надавало римське громадянство жителям), при цьому зберігаючи власні органи місцевого управління (обмежена автономія).
У більшості країн цей термін є синонімічним до терміна, що позначає базовий рівень адміністративно-територіального устрою і місцевого самоврядування, наприклад:
- власне муніципалітети у США, Канаді, Бразилії, Аргентині тощо;
- комуни у Франції, Італії, Бельгії, Молдові, Чилі тощо;
- общини у Болгарії, Сербії, Хорватії тощо;
- громади в Німеччині і Австрії (нім. Gemeinde) та в Нідерландах (нід. gemeente);
- гміни у Польщі;
- територіальні громади України.

Територія муніципалітету може означати:
- лише одне поселення (наприклад, міста Київ та Нью-Йорк);
- декілька поселень (наприклад, більшість територіальних громад в Україні утворених у 2020 році);
- лише частини поселень (наприклад, комуни Сантьяго).

Муніципалітети можуть мати різний політичний статус: від незалежної держави, такої як Князівство Монако, до невеликого селища, такого як Вест-Гемптон-Дюнс (Нью-Йорк).

## Загальне поняття
Як орган місцевого самоврядування муніципалітет становить собою утворені у визначеному порядку органи (установи), через які територіальна громада здійснює своє право на місцеве самоврядування.
Органи місцевого самоврядування є суб'єктами управління, а не господарювання. Вони є частиною механізму публічної влади в державі.
Види органів місцевого самоврядування:
— Представницькі органи — сформовані на місцевих виборах шляхом голосування членів територіальної громади;
— Виконавчі органи — призначені або обрані в іншому порядку.
Серед найважливіших ознак органів місцевого самоврядування виділяють їх правову, організаційну, матеріальну та фінансову автономії.
Правова автономія означає, що органи місцевого самоврядування наділені своїми власними повноваженнями, передбаченими законодавством. У межах цих повноважень органи місцевого самоврядування мають повну свободу дій.
Організаційна автономія органів місцевого самоврядування проявляється в їх можливості самостійно визначати та будувати свою внутрішню структуру для того, щоб вона відповідала місцевим потребам та забезпечувала ефективне управління. Діючи в межах закону, органи місцевого самоврядування не підпорядковуються іншим органам. Контроль за органами місцевого самоврядування здійснюється лише для забезпечення законності їх дій.
Матеріальна та фінансова автономія органів місцевого самоврядування проявляється в їх праві володіти й розпоряджатися коштами та майном для здійснення своїх функцій та повноважень.
1) Орган місцевого самоврядування насамперед у ряді країн. У республіканську епоху римської історії так називали міста, які користувалися правом самоврядування. У деяких країнах (США, Велика Британія) Муніципалітетами іменуються лише органи міського управління. Вони обираються населенням відповідних адм.-терит. одиниць і розглядаються у конституційному праві як публічно-правові корпорації. Муніципалітет складається з виборчої колегії на чолі з мером, бургомістром та чиновницького виконавчого апарату. Муніципалітети можуть бути власниками муніципальних підприємств, житлового фонду та ін. майна; вони відають державними шкільними та позашкільними дитячими установами, санітарними службами, місцевою поліцією; у ряді країн управляють різноманітними установами мед. обслуговування та соціального забезпечення. Головне джерело доходів Муніципалітетів — місцеві податки з населення.
2) Самоврядна громада з правами юридичної особи.
Фактично, в різних країнах світу муніципалітетами називають два типи адміністративних одиниць:
- Міські муніципалітети — адміністративні одиниці, що включають в основному територію (зазвичай великого) міста та міста, що співіснують з адміністративними одиницями того ж рівня, що включають переважно сільські райони. У такому випадку органами управління зазвичай є мер та міська рада (або муніципальна рада).
- В деяких країнах муніципалітет є єдиною адміністративною одиницею певного рівня (звичайно 2-го або 3-го), незалежно від наявності та кількості в них міст. У багатьох з таких країн муніципалітет — найменша адміністративна одиниця, керована виборними органами. У такому випадку поняття муніципалітет є синонімом понять громада, комуна і волость. При цьому слід мати на увазі, що в деяких мовах відповідне слово (наприклад, англ.  municipality) є основним словом для передачі адміністративних одиниць місцевого рівня і зокрема для перекладу слів «комуна» і «община».

В Англії з кінця XVIII століття термін «самоврядування» використовується для характеристики місцевих представницьких органів, за діяльністю яких немає жодної адміністративної опіки зовні. Представниками французької та німецької юридичних шкіл двісті років тому були закладені основи вчення про місцеве самоврядування. Історично першою була науково обґрунтована теорія вільної громади, що базувалася на ідеях природного права.
У Росії застосовується термін муніципальне утворення, що використовується як загальне слово для адміністративних одиниць, відмінних від суб'єктів Федерації (тобто 2-го і 3-го рівнів).

## В інших країнах
Муніципалітет є адміністративною одиницею таких країн світу:

### 2-й рівень
- Муніципалітети Азербайджану (азерб. bələdiyyə (lər))
- Муніципалітети Анголи (порт. município (s))
- Муніципалітети Бразилії (порт. municípios)
- Муніципалітети Бермуд (англ. municipalities) — 2 міста
- Муніципалітети Венесуели (ісп. municipios)
- Муніципалітети Гватемали (ісп. municipios)
- Муніципалітети Гондурасу (ісп. municipios)
- Муніципалітети Грузії (груз. მუნიციპალიტეტი)
- Муніципалітети Домініканської Республіки (ісп. municipios)
- Міські муніципалітети Індонезії (індонез. kota)
- Муніципалітети Камбоджі (кхмер. ក្រុង, Кронг) — міста

### 3-й рівень
- Муніципалітети Аргентини (ісп. municipio (s))
- Муніципалітети Болівії (ісп. municipios)
- Муніципалітети Зімбабве (англ. municipalities)
- Муніципалітети Іспанії (ісп. municipios)

### Журнали
- Російський журнал «Муніципалітет»